# 岐阜県道386号上山田寺河戸線
岐阜県道386号上山田寺河戸線（ぎふけんどう386ごう かみやまだてらかわどせん）は、岐阜県瑞浪市内を通る一般県道である。

## 概要
全線にわたり駄知街道のルートに一致する。

### 路線データ
- 起点：岐阜県瑞浪市山田町上山田（岐阜県道66号多治見恵那線交点）
- 終点：岐阜県瑞浪市寺河戸町水の木（岐阜県道352号大西瑞浪線交点）

## 歴史
- 1977年（昭和52年）2月27日 : 県道路線認定[1]。

## 地理

### 通過する自治体
- 岐阜県
瑞浪市

### 交差する道路
- 岐阜県道66号多治見恵那線（上山田交差点）
- 国道19号瑞浪バイパス（一色交差点）
- 岐阜県道352号大西瑞浪線（水ノ木交差点）

### 沿線
- 瑞浪市役所
- 瑞浪市立瑞浪小学校
- 東濃厚生病院
- JR中央本線 瑞浪駅